# Стугна (ПТКР)
«Стугна» — українська протитанкова керована ракета калібру 100 мм, що вистрілюється через ствол. Нею можуть вести вогонь танки Т-55 або протитанкові гармати МТ-12 «Рапіра». Розроблена конструкторським бюро «Луч». Використовується для боротьби з бронетехнікою з різними типами броні, в тому числі обладнаній динамічним захистом, а також із завислими вертольотами.

## Історія
Ракета «Стугна» є відповідником радянського ПТРК «Кастет» (9К116), що був розроблений у 1970-х роках «Конструкторським бюро приладобудування» в Тулі, Росія.
Радянську ракету «Кастет», того ж калібру 100 мм, створювали для модернізації середніх танків Т-54, Т-55 і Т-62. У 1970-х роках, збройні сили світу переключилися на виробництво масивніших основних бойових танків (таких як Т-72 і Abrams). Водночас, СРСР володіло великою кількістю середніх танків. Таким чином ракети «Кастет» були покликані перетворити застарілі танки на летальні засоби проти новіших машин. Також «Кастет» міг використовуватися гарматою МТ-12 «Рапіра».
Після здобуття Незалежності, в Україні виникла потреба модернізувати власні танки Т-55 і гармати МТ-12. Для цього КБ «Луч» розробило ракету «Стугна», хоча підприємство раніше не мало досвіду аналогічних розробок.
У 2005 році КБ «Луч», врахувавши досвід роботи над «Стугною», почало розробку нового ПТРК «Стугна-П» з ракетами калібру 130 мм.

## Технічні характеристики
| Максимальна дальність стрільби, м          | 5000                                  |
| Час польоту на максимальну дальність, с    | 16,8                                  |
| Система керування                          | напівавтоматична по лазерному променю |
| Бойова частина:                            |                                       |
| — тип                                      | тандемна, кумулятивна                 |
| — бронепробиття за динамічним захистом, мм | не менше 550                          |
| Маса пострілу, кг                          | не більше 24,5                        |
| Габаритні розміри, мм:                     |                                       |
| — калібр ракети                            | 100                                   |
| — довжина пострілу                         | 1196                                  |
| Температурний діапазон застосування, °C    | від −40 до +60                        |